# 拉塞尔 (大西洋比利牛斯省)
拉塞尔（法語：Lasserre，法語發音：[lasɛʁ]）是法国大西洋比利牛斯省的一个市镇，属于波城区。

## 地理
拉塞尔（43°30'52"N, 0°5'0"W）面积4.23 平方千米，位于法国新阿基坦大区大西洋比利牛斯省，该省份为法国东南部省份，涵盖了贝阿恩与北巴斯克，西临大西洋比斯開灣，北至朗德省，东北接热尔省，东临上比利牛斯省，南与西班牙接壤。
与拉塞尔接壤的市镇（或旧市镇、城区）包括：贝特拉克、克鲁塞耶、蒙珀扎、塞梅阿克-布拉雄。

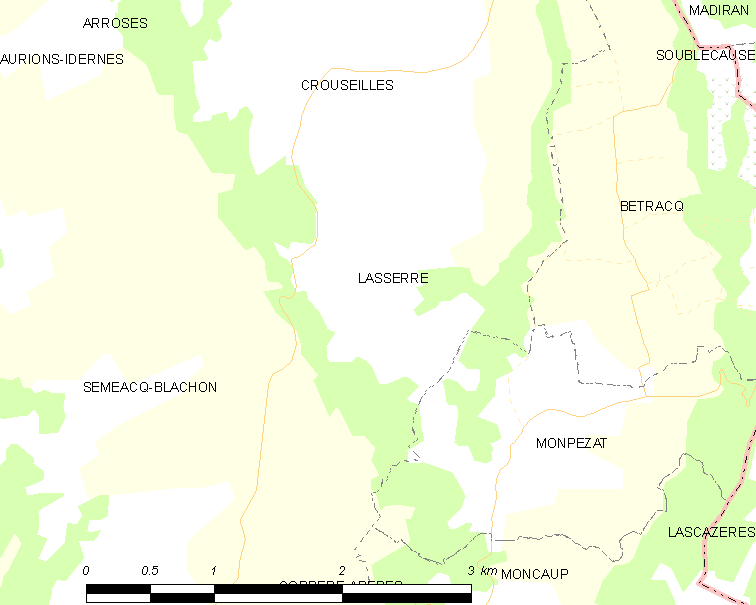
的OSM定位图

拉塞尔的时区为UTC+01:00、UTC+02:00（夏令时）。

## 行政
拉塞尔的邮政编码为64350，INSEE市镇编码为64323。

## 政治
拉塞尔所属的省级选区为吕伊河土地和维克比伊山坡县。

## 人口

1962-2008年间人口变化图示

拉塞尔于2022年1月1日时的人口数量为114人。